# 山口勝平
山口勝平（日语：／ Yamaguchi Kappei，1965年5月23日—），日本男性配音員、演員。個人事務所悟空代表。兒子山口龍之介也從事配音工作。女兒山口茜從事配音兼落語工作。出身於福岡縣福岡市。身高160cm。B型血。

## 經歷
山口勝平出生於父親為木匠的家庭。
福岡縣立筑前高等學校畢業後。1984年前往東京廣播學院訓練。之後，他加入了劇團劇團21世紀FOX擔任舞台演員，然後在23歲時開始投入配音事業。
1989年，於電視動畫《亂馬½》以主角早乙女亂馬第一次獲得主演，正式展開其配音生涯。
出道時期，因其個性被同行聲優暱稱為「嬌兒將軍」。關於這逸事，山口在《NG騎士檸檬汽水&40》遙遙銀河帝篇作為余談，及廣播節目《熱血電波俱樂部》內和廣播劇CD中的雜談都有提到。從此以後，他參加各類作品的配音演出。2003年，獲頒東京國際動畫博覽會個人聲優獎。
2004年5月9日，成立藝能事務所「有限公司 悟空」。2022年現在是悟空所屬，也兼任社長。
2017年10月27日，被任命為滋賀縣長濱市的長濱市公關大使（聲音觀光大使），並於同一天舉行的「角色聲音任命儀式」中，負責長濱觀光協會的公關角色「秀吉君」的聲音。
2019年，獲頒第13屆聲優Awards富山敬獎。
2023年10月28日，參與台灣Infurnity獸無限，於日本LifeWonders所舉辦的APP線上遊戲東京放學後召喚師與Live a Hero的遊戲官方講座，並且也在講座內現場配音，也扮演Live a Hero遊戲角色プロキー

## 人物、特色

### 作為聲優（配音員）
曾出演電視動畫、遊戲、外國電影配音等眾多作品。動畫方面，他擅長飾演活潑的少年，經常在主演作品中扮演健康活潑的角色。1990年代前半也演過《羅德斯島戰記》的艾德、《疾風無敵銀堡壘》的極十郎太等安靜的角色。
於自身演出的《名偵探柯南》中的工藤新一因為不常出現，這就是為什麼工藤新一出現說「我是一名高中生偵探工藤新一…」之後，作為新一聲音的山口每次把它當作挑戰。另外，本人在《名偵探柯南》中最喜歡的故事是「飛天密室工藤新一最初的事件」。
在高橋留美子作品中，山口連續擔任兩部連載作品《亂馬½》和《犬夜叉》動畫版的主角，並於最近的連載作品《境界之輪迴》中飾演主角的父親。以及《福星小子》OVA的白井浩介。《亂馬½》是山口通過試鏡後挑戰常駐演出的第一部作品。本人說「在我不知道對錯的情況下，只能全力以赴地沉浸在亂馬的角色中」、「由於作為聲優沒有定型，所以其演出的表現在第一集和最後一集之間完全不同」。之後在《犬夜叉》中，他也有進行試鏡，但工作人員後來告訴他事實上他早就被原作者高橋提名了。山口回憶在與跟《亂馬½》同一位作者的作品中再次擔當主角「能夠回到根源確定作為聲優的地位」。一方面他有信心在工作中獲得瞬間爆發力，因此他很喜歡《犬夜叉》這部有很多激烈動作場面的作品。此外，他被委託創作角色並能夠自由表演，做了許多小嘗試，例如「妖怪之血」的表情，並表示「我盡我的所能去演」。
在《ONE PIECE》中，本來他希望得到主角魯夫的角色但是落選。後來，他以接受報價的方式，決定擔任騙人布的角色。從漫畫連載開始就一直在翻閱原作，決定演出的時候雖然很高興，但也很困惑。理由是他回憶說「即使讀了原作，我也無法想像騙人布的聲音」。此外，山口在演於波音列島發胖的騙人布的場合中，進入後期錄製之前體重也增加了。
在外國作品方面，直至2019年，他在樂一通系列長期擔任兔巴哥（第6代）的聲音。一方面他以獨特的方式表達其角色的口頭禪而聞名。

### 作為演員
尊重的喜劇演員是榎本健一，有時在自身的舞台上扮演以榎本健一為主題的角色。
而他人生第一次的舞台經歷是在幼稚園時在遊戲派對上扮演桃太郎的角色（但是，當時演桃太郎的有兩個人，而扮演該角色的人在故事中間發生了變化，所以他扮演從出生到離開鬼島的階段）。此外，他還跟高木涉、關智一組成了一個名為「三人之界」的3人芝居組合。至今也希望持續活躍。
身為插畫家，有時主要為與動畫和配音員相關的雜誌和書籍提供插圖。例如日高範子隨筆集的插圖是由山口繪製。
此外，曾在《光之美少女Splash Star》中共同演出的松來未祐去世時，他發布了一張插圖以表示哀悼。2020年開始每個星期會在《ONE PIECE》動畫官方網站「ONE PIECE.com」發表插圖。
與家人陪伴一起去看《聲優戰隊Voicelugger》（第7集）的拍攝時，作為臨時演員的山口勝平與兒子龍之介在戲中客串父親抱著小孩來看戲中戲的英雄表演，劇中兒子也唸了一句台詞「爸爸，Voicelugger人呢？」。另外，在《變形金剛》第9集的談話部分當中，他以粉絲信的名義提到龍之介的名字時，生氣說了一句「別說了，因為這很尷尬」。
從2017年舉辦的活動開始學習落語，並與關智一師從落語家立川志羅乃。高座名。2019年11月，擔任令和元年年度NHK新人落語大賞評審。

## 演出
粗體字表示主要角色。

### 電視動畫
1988年
- IQ零蛋多毛狗（日语：どんどんドメルとロン）（船員A）

1989年
- 美味大挑戰（相川孝）
- 森林大帝 (1989年版)（健）
- 大耳鼠（少年A、宇奈木零夫、審判的少年）
- 亂馬½（1989年－1992年，早乙女亂馬、小太郎）2系列）[注 3]

1990年
- 超級劍豪傳（吉拉岩〈初代〉[27]）
- 功夫貓黨（1990年－1991年，胡太郎[28]）
- 麵包超人（1990年－2007年）
- 櫻桃小丸子（1990年－1991年，大野〈初代〉、折原勝〈初代〉、馬克〈初代〉）
- 哆啦A夢 (大山羨代版)（裁判）
- 海底兩萬哩（哈瑪哈瑪）

1991年
- 伙頭仔昆布（日语：OH!MYコンブ）（常夏餡餅助）
- 朱古力小精靈（日语：おばけのホーリー）（皮卡林）
- 電腦小奇俠（日语：ゲンジ通信あげだま）（夢小路光）
- 城市獵人'91（補習學校學生）
- 妙妙殭屍（日语：どろろんぱっ!）（疫病神）
- 鬥球兒彈平（三浦勤〈初代〉）
- 黑色推銷員（1991年－1993年，須田見梨也、車尾宅雄、茂手內蛾次郎）

1992年
- 踢向明天（日语：あしたへフリーキック）（托托〈薩爾瓦多＝如歌＝佩萊克·特朗波七世〉）
- 21衛門（雷丹波星人）
- 超時空保姆（花田英夫）
- 超級麻雀（日语：スーパーヅガン）（1992年－1993年，豐臣秀幸[注 4]）
- 神采飛揚（尾木透）
- 超電動機械人 鐵人28號FX（查爾斯）

1993年
- 妙廚老爹（梅田良男、上田康巳）
- 蠟筆小新（1993年－1995年，高中生B、野原廣志〈5歳〉、年輕社長、約翰青年）
- 劍勇傳說YAIBA（河童吉）
- 疾風無敵銀堡壘（極十郎太[29]）
- 秀逗泰山阿達♡（吱吱吉、趙、實況[30]）
- 忍者亂太郎（1993年－，花房牧之介、主人、惡人、毒笹子忍者）
- 緞帶魔法姬（救援隊員）
- 奇蹟☆女孩（野田侑也）
- 幽☆遊☆白書（陣）

1994年
- 小紅帽恰恰（朝太郎、黑貓）
- 機動武鬥傳G鋼彈（蔡采獅（日语：サイ・サイシー）[31]）
- 白雪公主的傳說（日语：白雪姫の伝説）（傑克）
- 銀河戰國群雄傳（太助）
- 超變身俏妞（日语：超くせになりそう）（楊古川）
- 紅色巴隆（紅拳）

1995年
- 愛天使傳說（雨野拓郎）
- 足球小將翼J（石崎了〈青年時期〉）
- 鬼神童子ZENKI（前鬼〈封印解除前型態〉）
- 空想科學世界（伽利柏·托斯卡尼）
- 近所物语（山口勤）
- 咕嚕咕嚕魔法陣 (1994年版)（尼克莫王子）

1996年
- 天才寶貝（榎木拓也）
- 鬼太郎 (第4作)（野篦坊）
- 超者萊汀（日语：超者ライディーン）（凱爾·穆恩／萊汀阿扎斯）
- 聖天空戰記（歇士達）
- 鋼鐵神兵（卡米拉）
- 名偵探柯南（1996年－，工藤新一[32]、黑羽快斗／怪盗基德）1系列 + 特別篇4作品[注 5]
- YAT安心！宇宙旅行（日语：YAT安心!宇宙旅行）（加拉比）
- 勇者指令達古王（宇津美雷〈雷[36]〉[37]／閃電雷／達古閃電／閃電達古王）

1997年
- CLAMP學園偵探團（東國丸健太郎）
- 少女革命（少年）
- 怪博士與機器娃娃 (1997年版)（東貝）
- 忍企鵝真丸（日语：忍ペンまん丸）（1997年－1998年，狸太郎[38]）

1998年
- 秋葉原電腦組（白色王子／庫雷恩、男學生）
- 星際牛仔（林特·瑟羅尼亞斯）
- 吸血姬美夕（楊／神魔·紅惑）
- 時空偵探建次君（鳴神京一郎、莫斯比、威爾伯）
- 魔法陣都市（弗雷克斯）
- SHADOW SKILL -影技-（羅恩庫里）
- 機械女神JtoX（白瀨明石）
- 章魚燒超人（日语：たこやきマントマン）（藍章魚燒[39]）
- DT戰士（日语：DTエイトロン）（優也）
- 轟天突擊隊（馬泰爾）
- 甜蜜小天使 (1998年版)（雄一）
- 炸彈人 彈珠人爆外傳（綠寶）
- 神奇寶貝（阿徹）
- 夢幻拉拉（吉田太郎）

1999年
- 伊索世界（烏鴉、狐狸）
- 伊甸少年（約恩·科圖）
- 神風怪盜貞德（諾伊／紫界堂聖[40]）
- 週刊故事樂園（日语：週刊ストーリーランド）（山田、長尾、留吉）
- 數碼寶貝大冒險（芝蒙獸）
- 進化戰記（蒼斧螢汰）
- ReReRe的天才傻鵬（日语：レレレの天才バカボン）（七百貸太郎、鈴木、魚、手塚蚋治）

2000年
- 犬夜叉（2000年－2010年，犬夜叉）2系列[注 6]
- 機巧奇傳希約戰記（吹雪、松平定敬）
- 金田一少年之事件簿（美隅陽平）
- 萬有引力（佐久間龍一）
- 時間飛船2000 怪盗閃亮超人（日语：タイムボカン2000 怪盗きらめきマン）（鸚鵡）
- 六門天外（華·泰格）
- ONE PIECE（2000年－，騙人布[41]、睫毛[42]、米諾陶爾[43]、多古拉[44]、曼賈洛〈冒牌索隆〉、巴利艾迪、藍道夫、尼特洛、多斯馬爾雪、稻草人、兔人、雷刃 等）1系列 + 特別篇9作品[注 7]／除了騙人布以外大多皆是以「粗忽屋東品川店」名義。

2001年
- ANGELIC LAYER 天使領域（岬了）
- 銀河天使（馬克斯）
- 沙漠的海賊！隊長庫珀（日语：砂漠の海賊!キャプテンクッパ）（阿里奧）
- Geneshaft（日语：ジーンシャフト）（讓·凱多）
- 妹妹公主（山田太郎[45]）
- 戰鬥陀螺（2001年－2003年，麥克·帕德森）2系列[注 8]

2002年
- 猴王五九（日语：アソボット戦記五九）（五九[46]）
- 我們這一家（藤野[47]）
- 槍之國度（日语：ガンフロンティア (漫画)）（托奇羅（日语：トチロー））
- 十二國記（六太／麒麟[48]、慶國冬官長）
- 花田少年史（俵崎春彥）
- 貝克拉（日语：ペコラ）（帕夏托）
- 炸彈小新娘（岩城友紀）

2003年
- 原子小金剛 (2003年版)（安東）
- 魔法少年賈修（達尼）
- SPACE PIRATE CAPTAIN HERLOCK（日语：SPACE PIRATE CAPTAIN HERLOCK）（大山托奇羅）
- 高橋留美子劇場（別當、稔、相崎）
- PAPUWA（恰比、群馬）
- PEACE MAKER鐵（永倉新八）
- 大頭狗仔隊（日语：ふぉうちゅんドッグす）（金太）
- 人生交叉點（小時候的一郎）
- MOUSE（無音宙太）

2004年
- 宇宙交響詩美蒂露 銀河鐵道999外傳（日语：宇宙交響詩メーテル 銀河鉄道999外伝）（大山托奇羅）
- Weiß kreuz Glühen（和泉瀨奈）
- 怪傑佐羅利（塔羅帕）
- 老師的時間（末武健太）
- DearS（及川郎）
- 遊☆戲☆王 怪獸之決鬥GX（大德寺老師／阿穆納魯）
- 魔法咪路咪路Wonderful（帝斯）

2005年
- 光速蒙面俠21（雷門太郎）
- 家有阿貴（蓋瑞）
- 植木的法則（宗屋秀吉）
- 真相之眼（千手計）
- 天國之吻（山口勤）
- 認真地不認真的怪傑佐羅利（惡作劇小鬼）
- 雪之女王（彼得）

2006年
- 怪 ～ayakashi～「天守物語」（怪怪丸）
- 牙 -KIBA-（日语：牙 (アニメ)）（修）
- Keroro軍曹（2006年－2010年，Tororo新兵、巨型 Tamabot操作員）
- 地獄少女（2006年－2008年，AD飯嶋、乃村信夫）2系列[注 9]
- 超級機器人大戰OG -Divine Wars-（日语：スーパーロボット大戦OG -ディバイン・ウォーズ-）（真宮寺祐）
- 決鬥大師（2006年－2010年，帕克貓）2系列[注 10]
- 死亡筆記本（L[49]）
- 光之美少女Splash Star（2006年－2007年，弗拉比）
- 飛天小女警Z（莊一郎）

2007年
- 我愛美樂蒂：輕鬆舒暢♪（繪本）
- CLAYMORE（男覺醒者3）
- 鋼鐵三國志（張遼文遠）
- 獸神演武 -HERO TALES-（猛魅）
- 精霊守護者（坦德）
- 初音島II（2007年－2008年，板橋涉）2系列[注 11]
- 桃華月憚（小島徹平）
- 旁邊的兒童 我的火腿組（日语：はたらキッズ マイハム組）（鳥居想／蘭壽）
- Baccano！（奇克·傑佛遜）
- 藍龍（2007年－2008年，瑟傑·安德洛波夫）2系列[注 12]
- 神奇寶貝不可思議迷宮 時間探險隊·黑暗探險隊（日语：ポケモン不思議のダンジョン 時の探検隊・闇の探検隊#ポケモン不思議のダンジョン 時の探検隊・闇の探検隊）（小火焰猴）
- 魔人偵探腦嚙涅羅（鷲尾正勝）

2008年
- RD 潛腦調查室（達普）
- CAKEEES（日语：ケーキーズお菓子抗争）（千鶴男／雷奇）
- 鬼太郎 (第5作)（忙碌）
- 星際寶貝（2008年－2009年，奇吉姆納）2系列[注 13]
- 出包王女（拉克斯波）
- 新·安琪莉可 Abyss（盧涅）2系列[注 14]
- 秘密 ～The Revelation～（張真）
- World Destruction ～毀滅世界的六人～（28號）
- 我家有個狐仙大人。（一刀）
- ONE OUTS （出口智志）

2009年
- COBRA THE ANIMATION（悟空）
- 森林大帝 -勇氣能改變未來-（踢球者）
- 動物偵探奇魯米（男同學）
- 哆啦A夢 (水田山葵版)（瓦爾特）
- 洋葱和尚朝太郎（日语：ねぎぼうずのあさたろう）（紅豆新吉、馬之太郎[注 15]）
- 潘朵拉之心（笑面貓）
- 神奇寶貝不可思議迷宮 空之探險隊·最後的冒險（日语：ポケモン不思議のダンジョン 時の探検隊・闇の探検隊#ポケモン不思議のダンジョン 空の探検隊 時と闇をめぐる最後の冒険）（小火焰猴）

2010年
- 怪談餐館（獏）
- 超級機械人大戰OG -The Inspector-（真宮寺祐）
- 花樣河童（日语：はなかっぱ）（加利索、巨大鰻魚）
- 變身！公主偶像（阿拉丁）
- 元氣媽媽（沖田）
- 魔術快斗（2010年－2015年，黑羽快斗／怪盜基德[50]、工藤新一）2系列[注 16]

2011年
- 寶石寵物 Twinkle☆（蘑菇國王）
- Dororon炎魔君 熊～熊燃燒（日语：Dororonえん魔くん メ〜ラめら）（炎魔）
- 女神異聞錄4 the ANIMATION（2011年－2014年，小熊〈天之聲〉[51]）2系列[注 17]
- 神奇寶貝超級願望（羅勃）
- 認真和我談戀愛！（福本育郎[52]）

2012年
- 翡翠森林狼與羊 ～秘密的朋友～（烏薩魯）
- 卡片鬥爭!! 先導者 亞洲巡迴賽篇（筮竹）
- 機動戰士鋼彈AGE（亞拉貝爾·佐伊）
- 探險托里蘭托（蒼焰騎士狄亞加）
- 數碼寶貝合體戰爭 ～穿越時空的少年獵人們～（繪師獸）
- HUNTER×HUNTER (新版)（飛坦[53]）

2013年
- 最強銀河 究極ZERO Battle Spirits（2013年－2014年，流浪藝人渡[54]）
- 槍彈辯駁 希望學園與絕望高中生 The Animation（山田一二三[55][56]）
- 探險托里蘭托 -千年真寶-（蒼焰騎士狄亞斯）
- ONE PIECE×美食獵人×七龍珠Z 超夢幻合作特別篇!!（騙人布）

2014年
- T寶的悲慘日常 覺醒篇（小熊）
- 尋找失去的未來（長船·KENNY·英太郎[57]）
- 牙狼〈GARO〉-炎之刻印-（胡立歐）
- JoJo的奇妙冒險 星塵鬥士（Forever[58]）
- 宇宙浪子（拉格德星人[59]）
- 超爆裂異次元卡片大戰 Gigant Shooter 司（日语：超爆裂異次元メンコバトル ギガントシューター つかさ）（面道司）
- 魔法少女大戰（笑平[60]）

2015年
- 境界之輪迴（2015年－2017年，六道鯖人／社長[61]、惡靈MC）3系列[注 18]
- 新我們這一家（藤野[62][63]）
- 無頭騎士異聞錄 DuRaRaRa!! ×2 （赤林海月[64][65]）3系列[注 19]
- PUNKIS！2次元（日语：ぱんきす!）（考恩·喬瓦利教頭）
- 亂步奇譚 Game of Laplace（屍體君[66]、馬越隆史）

2016年
- 超能旺達（2016年－2017年，宇宙犬旺達[67]）
- 昭和元祿落語心中（2016年－2017年，AMAKEN[68]）2系列[注 20]
- JoJo的奇妙冒險 不滅鑽石（矢安宮重清[69]）
- 虎面人W（內藤哲也（日语：内藤哲也））
- 虹色時光（筒井昌臣）
- 信長的忍者（2016年－2018年，木下秀吉[70]、旁白）3系列[注 21]
- 一人之下（猿[71]）
- 魔奇少年 辛巴達的冒險（華利弗）

2017年
- 七龍珠超（助理導演）
- 不要輸!! 惡之軍團！（佩普醬[72]）
- 做得很好！名作君（日语：あはれ!名作くん）（2017年－2020年，奇怪醫生、夏田一福助、不知道的人、月根、首領）
- 魔法使的新娘（2017年－2018年，奧布朗[73]）
- 鬼燈的冷徹（2017年－2018年，春一）2系列[注 22]

2018年
- 鬼太郎 (第6作)（2018年－2020年，一反木綿[74]）
- 星光頻道（Rapper貓太郎）
- 驚爆危機！Invisible Victory（蜻蜓〈Falke AI〉[75]）
- 高分少女（源）
- Radiant 虛空魔境（2018年－2019年，Master Lord Majesty[76]）
- 索斯機械獸WILD（2018年－2019年，蟲仙人）

2019年
- POP TEAM EPIC SP 朱雀篇（POP子〈第13話B章節〉[77][78]）
- 海盜戰記（賈巴沙）
- ROMANCE DAWN（巴魯[79]）

2020年
- 怕痛的我，把防禦力點滿就對了（2020年－2023年，辛恩[80][81]）2系列[注 23]
- 丸上爺（2020年－2022年，謊言王子、貓、黑奧尼納）
- Asatir 未來的傳說故事（日语：アサティール 未来の昔ばなし）（納賽爾）
- 半妖的夜叉姬（2020年－2022年，犬夜叉[82]）2系列[注 24]
- 體操武士（荒垣BB[83]）

2021年
- 咒術迴戰（血塗[84]）
- 奇巧計程車（柿花[85]）
- 宇宙奇妙生物小鐵君（日语：宇宙なんちゃら こてつくん）（2021年－2022年，爺爺[86]）
- 數碼寶貝大冒險：（廢品獸）

2022年
- Estab-Life Great Escape（米海爾[87]）
- 社畜想被幼女幽靈療癒。（本集的「好可愛。」旁白）
- 數碼寶貝幽靈遊戲（報導獸）
- 福星小子 (2022年版)（B坊、汁夫）
- JoJo的奇妙冒險 石之海（馬友友）
- BORUTO -火影新世代- NARUTO NEXT GENERATIONS-（櫻河）

2024年
- BUCCHIGIRI?!（魁駒男[88]）
- 終末的火車前往何方？（靜留的父親）
- 亂馬1/2（第2作）（早乙女亂馬[89]）
- 機械臂（ヤクモ[90]）

2025年
- 異修羅（真理之蓋庫拉夫尼魯[91]）

2026年
- 加油！中村同學！！[92]

### 電影動畫
1989年
- 魔女宅急便（蜻蜓[93]）

1990年
- 櫻桃小丸子：友情歲月（日语：ちびまる子ちゃん (映画)）（大野[94]）
- 隨風而逝的記憶（喬尼）

1991年
- 劇場版 亞爾斯蘭戰記（亞爾斯蘭）
- 亂馬½：中國寢崑崙大決戰！規則無視的激鬥篇!!（日语：らんま1/2 中国寝崑崙大決戦! 掟やぶりの激闘篇!!）（早乙女亂馬）

1992年
- 亞普菲蘭特物語（韋爾）
- 劇場版 亞爾斯蘭戰記II（亞爾斯蘭）
- 櫻桃小丸子：我最喜歡的歌（大野〈大野健一〉）
- 千本松原 與河流生活的少年們（日语：せんぼんまつばら 川と生きる少年たち）（豚米衛）
- 拯救地球吧！夥伴們 奇比貓湯姆的大冒險（日语：ちびねこトムの大冒険）（麥可）[注 25]
- 亂馬½：決戰桃幻鄉！奪回新娘子!!（日语：らんま1/2 決戦桃幻郷! 花嫁を奪りもどせ!!）（早乙女亂馬）

1993年
- 藏青色的記憶 滿蒙開拓與少年們（日语：蒼い記憶 満蒙開拓と少年たち）（鈴木恭太）
- 哆啦美：哈囉小恐龍（美江吉）

1994年
- 酸梅星王子：來自宇宙盡頭的Pamparopan！（三角）
- 亂馬½：超無差別決戰！亂馬隊VS傳說的鳳凰（日语：らんま1/2 超無差別決戦! 乱馬チームVS伝説の鳳凰）（早乙女亂馬）

1995年
- 蠟筆小新：雲黑齋的野心（青年〈山田約翰〉）
- 祈願物語（日语：ユンカース・カム・ヒア）（乘客）

1996年
- 金田一少年之事件簿：歌劇院新殺人事件（金田一一）
- 劇場版 近所物語（山口勤）
- 勇者鬥惡龍：羅德的紋章（基拉）
- PIPI 無法飛的螢火蟲（日语：とべないホタル）（翔）

1997年
- 音響生命體噪音人（日语：音響生命体ノイズマン）（馬納布）
- 名偵探柯南：引爆摩天樓（工藤新一[95]）
- 浪客劍心：給維新志士的安魂曲（武藏野泰春）

1998年
- 變形金剛CG Movie（老鼠偉卓）
- 變形金剛金屬變異CG（老鼠偉卓）
- 名偵探柯南：第十四號獵物（工藤新一[96]）

1999年
- 變形金剛金屬變異 柯博文大變身！（老鼠偉卓）
- 皮卡丘的探險隊（派拉斯特）
- 名偵探柯南：世紀末的魔術師（工藤新一[97]、怪盜基德／黑羽快斗）

2000年
- Escaflowne（薛斯特）
- 名偵探柯南：瞳孔中的暗殺者（工藤新一[98]）
- ONE PIECE 黃金島大冒險（騙人布）

2001年
- 犬夜叉：跨越時代的思念（犬夜叉）
- 哆啦A夢：大雄與翼之勇者（托比歐[99]）
- BLUE REMAINS（米瑞奧）
- 名偵探柯南：往天國的倒數計時（工藤新一[100]）
- ONE PIECE 發條島的冒險（騙人布）
- 傑克斯的狂歡舞會（騙人布）

2002年
- 犬夜叉：鏡中的夢幻城（犬夜叉）
- 帕盧姆之樹（洛奧特）
- 皮卡皮卡的星空露營（電螢蟲）
- （浣熊君）
- 名偵探柯南：貝克街的亡靈（工藤新一[101]）
- ONE PIECE 珍獸島之喬巴王國（騙人布）
- ONE PIECE 夢幻足球王！（騙人布）

2003年
- 犬夜叉： 天下霸道之劍（犬夜叉）
- 名偵探柯南：迷宮的十字路（工藤新一[102]）
- ONE PIECE 死亡盡頭的冒險（騙人布）

2004年
- 犬夜叉：紅蓮的蓬萊島（犬夜叉）
- DEAD LEAVES（日语：DEAD LEAVES）（RETRO）
- Pa-Pa-Pa The★Movie 小超人帕門 章魚DE砰，八條腿砰！（男）
- 名偵探柯南：銀翼的奇術師（工藤新一、怪盜基德／黑羽快斗[103]）
- ONE PIECE 被詛咒的聖劍（騙人布[104]）

2005年
- 明天也要精神百倍！ ～一半的甘薯～（島本達吉）
- 長崎1945 天使之鐘（日语：NAGASAKI 1945 アンゼラスの鐘）[105]
- 名偵探柯南：水平線上的陰謀（工藤新一[106]）
- ONE PIECE 祭典男爵與神祕島（騙人布）

2006年
- 劇場版 光之美少女Splash Star：滴嗒危機一髮！（弗拉比）
- 劇場版 動物之森（夫塔）
- 名偵探柯南：偵探們的鎮魂歌（工藤新一[107]、怪盜基德／黑羽快斗）
- ONE PIECE 機關城的機械巨兵（騙人布）

2007年
- 老鼠物語：喬治和傑拉爾德的冒險（日语：ねずみ物語）（張伯倫）
- 名偵探柯南：紺碧之棺（工藤新一[108]）
- ONE PIECE 阿拉巴斯坦戰記：沙漠王女與海賊們（騙人布）

2008年
- 名偵探柯南：戰慄的樂譜（工藤新一[109]）
- ONE PIECE THE MOVIE 喬巴身世之謎：冬季綻放、奇跡的櫻花（騙人布）

2009年
- 宇宙戰艦大和號 復活篇（中西良平[110]）
- 劇場版 光之美少女 All Stars DX：大家都是朋友☆奇蹟的全員大集合！（弗拉比）
- 名偵探柯南：漆黑的追跡者（工藤新一[111]）
- 企鵝大冒險（日语：よなよなペンギン）（姆魯姆魯）
- ONE PIECE FILM STRONG WORLD（騙人布）

2010年
- 劇場版 光之美少女 All Stars DX2：希望之光☆守護彩虹寶石！（弗拉比）
- 你看起來很好吃（哈特）
- 劇場版 3D我們這一家：超能力花媽[[[Wikipedia:格式手册/链接#章節|錨點失效]]]（藤野）
- 10th週年劇場版 遊☆戲☆王 ～超融合！跨越時空的羈絆～（大德寺）
- 名偵探柯南：天空的劫難船（工藤新一[112]、怪盜基德／黑羽快斗[113]）

2011年
- 劇場版 光之美少女 All Stars DX3：傳達到未來！連結世界☆彩虹之花！（弗拉比）
- 名偵探柯南：沉默的15分鐘（工藤新一）
- ONE PIECE 3D 追逐草帽大冒險（騙人布）

2012年
- 阿修羅（小太郎）
- 劇場版 TIGER & BUNNY -The Beginning-（羅賓·巴克斯塔）
- 名偵探柯南：第11位前鋒（工藤新一[114]）
- ONE PIECE FILM Z（騙人布）

2013年
- AURA ～魔龍院光牙最後的戰鬥～（鈴木修[115]）
- 劇場版 花樣河童：開花！蝶之國的大冒險（日语：はなかっぱ）
- 劇場版 HUNTER×HUNTER 緋色幻影（飛坦[116]）
- 名偵探柯南：絕海的偵探（工藤新一[117]）
- 魯邦三世VS名偵探柯南 THE MOVIE（怪盜基德／黑羽快斗[118]）

2014年
- 名偵探柯南：異次元的狙擊手（工藤新一[119]）

2015年
- （巴爾得〈暴龍〉）
- 怪物的孩子（二郎丸〈青年時期〉[120]）
- 名偵探柯南：業火的向日葵（工藤新一[121]、怪盜基德／黑羽快斗[122]）

2016年
- 名偵探柯南：純黑的惡夢（工藤新一）
- ONE PIECE FILM GOLD（騙人布）

2017年
- 劇場版 星光樂園：大集合！星光☆之旅！（梅岡老師[123]）
- 名偵探柯南：唐紅的戀歌（工藤新一）

2018年
- 劇場版 PEACE MAKER鐵（永倉新八[124]）2作品
- 劇場版 無敵鐵金剛／INFINITY（小莫[125]）
- 圓喜門（蛇藏[126]）
- 名偵探柯南：零的執行人（工藤新一）

2019年
- 劇場版 KORASHO：海底興奮大冒險！（日语：コラショ）（[127]）
- 名偵探柯南：紺青之拳（工藤新一、黑羽快斗）
- ONE PIECE STAMPEDE（騙人布）
- 漫畫誕生（日语：漫画誕生）（榎健（日语：榎本健一）、劇中動畫）

2021年
- 名偵探柯南：緋色的彈丸（工藤新一）
- 海底世界尋寶大作戰！（日语：科学漫画サバイバルシリーズ#第2作）（[128]）

2022年
- 電影版 奇巧計程車：撲朔謎林（柿花[129]）
- 名偵探柯南：萬聖節的新娘（工藤新一）
- ONE PIECE FILM RED（騙人布）

2023年
- 名偵探柯南：黑鐵的魚影（工藤新一）

2024年
- 名偵探柯南：100萬美元的五稜星（工藤新一、黑羽快斗[130]）

2025年
- 美男高校地球防衛部ETERNAL LOVE！（愛愛[131]）
- 名侦探柯南：独眼的残像（工藤新一）
- 與愛麗絲夢遊仙境 -Dive in Wonderland-（白兔[132]）

### OVA
1990年
- 1加2等於樂園（日语：1加2等於樂園）（山本優介）
- THE八犬傳（犬川莊助）
- 幸福的形式（日语：しあわせのかたち）（栗夫、喬凡尼）
- 永井豪的Q版世界（兜甲兒）
- NINETEEN 19（日语：NINETEEN 19）（草野宏昭）
- 魔物獵人妖子（修）
- 綠野原迷宮 ～Sparkling Phantom～（日语：緑野原迷宮）（時野彼方）
- 琉恩傳說芙蕾雅2 禁斷的行星（日语：リヨン伝説フレア#リヨン伝説フレア2 禁断の惑星）（伊緒）
- 羅德斯島戰記（艾德（日语：エト (ロードス島戦記)））
- 亂馬½ 熱鬥歌合戰（早乙女亂馬）

1991年
- 硬派銀次郎（日语：硬派銀次郎）（山崎銀次郎）
- 夢回綠園（小泉典馬）
- 拇指騎士（日语：サムライダー）（山口）
- 含羞草（秋葉習）
- 聖傳 -RG VEDA-（龍王）
- 創龍傳（龍堂余）
- 超幕末少年世紀高丸（日语：超幕末少年世紀タカマル）（福田克洛德）
- 魍魎戦記MADARA（日语：魍魎戦記MADARA）（摩陀羅）

1992年
- 渴愛（日语：渇愛）（涉谷克己）
- 機神兵團（日语：機神兵団）（隊長）
- KO世紀三獸士（汪·達巴達）
- 甲龍傳說（日语：甲竜伝説ヴィルガスト）（博斯托夫）
- 機械巨神 THE ANIMATION -地球靜止之日（草間大作）
- 世界之光 親鸞聖人（日语：世界の光 親鸞聖人）（松若丸）
- 絕愛 -1989-（日语：絶愛-1989-）（涉谷克己）
- 東京巴比倫 A SAVE FOR TOKYO CITY STORY（皇昴流）
- 英雄傳說 王子的啟程（賽瑞斯）
- 花平火箭炮（日语：花平バズーカ）（山田花平）
- 亂馬½ 天道家之無人招待的傢伙（早乙女亂馬）

1993年
- 亞爾斯蘭戰記 東之城、西之城（亞爾斯蘭）
- 亞爾斯蘭戰記 血汗公路（亞爾斯蘭）
- 銃夢（尤浩）
- KO世紀三獸士II（汪·達巴達）
- The Cockpit 鐵之瀧騎兵（日语：戦場まんがシリーズ）（宇都宮一等兵）
- 地球守護靈（笠間春彥）
- 亂馬½（早乙女亂馬）
  - 珊璞暴變！反轉寶珠惹的禍
  - 天道家混亂的聖誕節

1994年
- 我是宇宙的碳礦夫（日语：おいら宇宙の探鉱夫）（南部牛若）
- 網中魚 ～FISH IN THE TRAP～（日语：おさかなはあみの中）（松井貴博）
- 刃牙（範馬刃牙）
- 疾風無敵銀堡壘 在銀光的旗幟下（極十郎太）
- 沙漠星球女警察（迪克）
- 雲海歷險（尼可·霍金斯）
- 亂馬½（早乙女亂馬）
  - 珍藏對話 Best of Memories
  - 小茜VS亂馬 媽媽的味道由我守護！
  - 校園吹起風暴！身材劇變的雛子老師
  - 道場繼承者
  - SPECIAL 甦醒的記憶

1995年
- 亞爾斯蘭戰記 征馬孤影（亞爾斯蘭）
- 學校的幽靈
- 影技 -SHADOW SKILL-（羅恩庫里）
- 亂馬½（早乙女亂馬）
  - Special Video 29個打不夠的傢伙
  - SUPER 破戀洞的詛咒！吾愛永存
  - SUPER 邪惡的鬼

1996年
- 愛天使傳說DX（日语：ウェディングピーチDX）（雨野拓郎）
- 超人力霸王超鬥士激傳（日语：ウルトラマン超闘士激伝）（鬥士阿斯特拉、萬丈解說員）
- 銀河英雄傳說（海因里希·藍培茲）
- 近所物語（山口勤）
- （忍忍）
- 聖火降魔錄 紋章之謎（朱里安）
- 寶魔獵人萊姆（日语：宝魔ハンターライム）（巴斯）
- 亂馬½ SUPER 兩個小茜「亂馬，看著我！」（早乙女亂馬）

1997年
- （稻垣勝兵）
- 永久家族（日语：永久家族）（佐助、玉三郎）
- 鬼神童子ZENKI外傳 ～黯鬼奇譚～（前鬼〈封印解除前型態〉）
- 叢林跟我走！（日语：ジャングルDEいこう!）（草薙琢磨）
- 勇者指令達古王 水晶之眼的少年（宇津美雷／閃電雷）
- （園童、青年）

1998年
- 聖少女艦隊Virgin Fleet（日语：聖少女艦隊バージンフリート）（柴油機的貞）
- BAD BOYS 搞怪少年5（麻生拓也）

1999年
- 青山剛昌短篇集2（櫻三十郎）
- 恐怖校園（日语：不気田くん#OVA）（木田文美男〈不氣田〉）
- 萬有引力（佐久間龍一）
- 櫻花大戰 轟華絢爛（俵之千松）
- 要等我喔（高井豐）
- 兵蜂PARADISE（萊特）
- IQ博士 嗯加！阿拉蕾的懲罰！來想點法子捉小偷吧！（パテ丸）

2000年
- 皮丘與皮卡丘的寒假2001（信使鳥）
- 名偵探柯南 柯南vs.基德vs.鐵劍 寶刀爭奪大決戰!!（工藤新一、怪盗基德／黑羽快斗）
- 靈能偵探美子 事件簿（勘九郎）

2001年
- 人造人基凱達01 THE ANIMATION（日语：人造人間キカイダー THE ANIMATION）（風田子行／閃電人）
- Sheeep（五郎）

2002年
- 名偵探柯南 16個嫌疑犯（工藤新一）

2003年
- 夫妻成長日記 2nd SEASON（山田拓）

2004年
- 先行者 THE MOVIE（日语：ねとらん者 THE MOVIE）（BBrunner）
- 名偵探柯南 柯南、基德與水晶之母（工藤新一、黑羽快斗／怪盗基德）

2006年
- Angel's Feather（日语：Angel's Feather）（羽村翔）
- 機甲槍兵 完整戲場DVD（日语：高機動幻想ガンパレード・マーチ）（瀧川陽平）
- （落合健太[注 26]）
- FREEDOM（比斯[133]）
- 名偵探柯南 追蹤消失的鑽石！柯南、平次vs基德!!!（怪盗基德／黑羽快斗）

2008年
- 名偵探柯南（工藤新一）
  - 女高中生偵探 鈴木園子事件簿
  - MAGIC FILE 工藤新一 謎之牆壁和黑色拉布拉犬事件
- ONE PIECE ROMANCE DAWN STORY（騙人布）

2009年
- 名偵探柯南 十年後的陌生人（工藤新一）

2010年
- 犬夜叉 黑色鐵碎牙（犬夜叉）
- 福星小子 障礙物游泳大會（日语：うる星やつら ザ・障害物水泳大会）（白井浩介）
- 名偵探柯南 怪盜基德在陷阱之島（怪盗基德／黑羽快斗）
- 亂馬½ 惡夢！春眠香（日语：らんま1/2 悪夢!春眠香）（早乙女亂馬、犬夜叉（客串））

2011年
- 改造新人類（とうりゃんせA）（第3話）
- 戀愛☆遷都（日语：コイ☆セント）（眼鏡[134]、白鹿[134]）
- 名偵探柯南 來自倫敦的秘密指令（工藤新一）

2012年
- 名偵探柯南 BONUS FILE ～9號半之花～（工藤新一）

2014年
- 昭和元祿落語心中（AMAKEN）

2015年
- 魔奇少年 辛巴達的冒険（瓦萊福特）[注 27]

2021年
- 魔法使的新娘 西方少年與青嵐騎士（奧布朗[135]）[注 28]

### 網路動畫
2006年
2008年
- （田村源三）

2013年
- （轟豪[136]）

2017年
- 佐賀縣周邊動畫（廣井空[137]、加塔斯基叔叔）

2018年
- 超級七龍珠群雄 監獄地獄篇宣傳動畫（弗由）
- 神酒之尊（日语：神酒ノ尊-ミキノミコト-）（花之井[138][139]）

### 遊戲
1990年
- 亂馬½系列（1990年－1996年，早乙女亂馬）9作品[注 29]

1992年
- 天外魔境II 卍MARU（歌舞伎團十郎）
- 羅德斯島戰記（埃德）[注 30]

1993年
- 安妮特回來了（日语：アーネスト・エバンスシリーズ#アネット再び）（喀耳刻）
- 天外魔境 風雲歌舞伎傳（日语：天外魔境 風雲カブキ伝）（歌舞伎團十郎）
- 寶魔獵人萊姆（日语：宝魔ハンターライム）（巴斯）
- MAGICOAL（日语：マジクール）（盧恩）
- 幽☆遊☆白書（日语：幽☆遊☆白書 (スーパーファミコン)）（陣）[注 31]
- 幽☆遊☆白書 闇勝負!! 暗黑武術會（日语：幽☆遊☆白書 闇勝負!!暗黒武術会）（陣）

1994年
- 風之傳說世外桃源（日语：風の伝説ザナドゥ）（阿里奧斯）
- 機動武鬥傳G鋼彈（日语：機動武闘伝Gガンダム (スーパーファミコン)）（蔡采獅（日语：サイ・サイシー））
- KO世紀三獸士 ～蓋亞復活 完結篇～（汪·達巴達）
- 兵蜂對戰益智球（萊特）
- 幽☆遊☆白書（陣）[注 32]
- 幽☆遊☆白書 特別篇（陣）
- 幽☆遊☆白書 魔強統一戰（陣）
- 幽☆遊☆白書2 格鬥之章（陣）
- 羅德斯島戰記 英雄戰爭（埃德）

1995年
- 風之傳說世外桃源II（阿里奧斯）
- 歌舞伎 一刀涼談（日语：カブキ一刀涼談）（歌舞伎団十郎）
- 餓狼傳說3 遠古征戰（秦崇秀、秦崇雷（日语：秦崇雷））[140]
- 空想科學世界（伽利柏·托斯卡尼）[注 33]
- 兵蜂呀呼！在不可思議的國家大受歡迎！（日语：ツインビーヤッホー! ふしぎの国で大あばれ!!）（萊特）
- 天外魔境 真傳（歌舞伎團十郎）
- 天外魔境 電脳絡繰格鬥傳（日语：天外魔境 電脳絡繰格闘伝）（歌舞伎團十郎）
- （山河狸君、男主人翁）
- REAL BOUT 餓狼傳說（日语：リアルバウト餓狼伝説）（秦崇秀、秦崇雷）
- 鬼神童子ZENKI 烈鬥雷傳（前鬼〈封印解除前型態〉）[注 31]
- 鬼神童子ZENKI 電影雷舞（前鬼〈封印解除前型態〉）[注 31]

1996年
- 王國大廚
- 袋狼大進擊（古惑狼／克拉修·班迪克）
- 夢幻模擬戰FX（海因）
- 新幸運騎士 用餐的騎士們（日语：フォーチュン・クエスト）（特拉普）
- LULU（尼莫）
- 鬼神童子ZENKI 天地鳴動（前鬼〈封印解除前型態〉）[注 31]

1997年
- 冒險奇譚（拉普）
- 裝甲戰士（日语：サイバーボッツ）（巴歐）
- 天外魔境 第四默示錄（日语：天外魔境 第四の黙示録）（艾斯）
- 忍企鵝真丸（日语：忍ペンまん丸）（狸太郎）
- 龍息之焰III（日语：ブレス オブ ファイアIII）（隆〈青年〉）
- REAL BOUT 餓狼傳說SPECIAL（秦崇秀、秦崇雷）[4]

1998年
- 火星物語（日语：火星物語）（艾馬克）
- 袋狼大進擊3：扭曲（古惑狼／克拉修·班迪克、冒牌古惑狼）
- 冒險奇譚 數位博物館（拉普）
- 千劍物語（日语：サウザンドアームズ）（麥斯·特萊安普）
- 超魔神英雄傳 ANOTHER STEP（日语：超魔神英雄伝ワタル ANOTHER STEP）（拓郎）
- 兵蜂RPG（日语：ツインビーRPG）（萊特）
- 哆啦A夢2:大雄與光之神殿（日语：ドラえもん2 のび太と光の神殿）
- 皮卡丘你好嗎（日语：ピカチュウげんきでちゅう）（鬼斯通 等）
- 公主戰記（日语：プリンセスクエスト）（蓋托）
- 波波羅（日语：ポポローグ）（庫爾特）
- REAL BOUT 餓狼傳說SPECIAL DOMINATED MIND（秦崇秀、秦崇雷）
- REAL BOUT 餓狼傳說2 THE NEWCOMERS（秦崇秀、秦崇雷）

1999年
- SD鋼彈 G世代（1999年－2012年，杜比安·亞羅納克斯、蔡采獅）11作品[注 34]
- 袋狼大進擊賽車（古惑狼／克拉修·班迪克、冒牌古惑狼）
- 變異金屬百變金剛 激戰！GANGAN BATTLE（日语：トランスフォーマー ビーストウォーズメタルス 激突!ガンガンバトル）（超能勇士）
- 變異金屬百變金剛（日语：トランスフォーマー ビーストウォーズメタルス64）（超能勇士）
- （宮城寅）
- FRIENDS ～閃耀的青春～（日语：同窓会 (ゲーム)）（鞍掛不二男）
- 寶可夢隨樂拍（阿徹）

2000年
- 袋狼大進擊嘉年華（日语：クラッシュ・バンディクー カーニバル）（古惑狼／克拉修·班迪克、冒牌古惑狼）
- 刃牙 巴基最強列傳（日语：グラップラー刃牙 バキ最強列伝）（範馬刃牙）
- 高機動幻想 機甲槍兵（日语：高機動幻想ガンパレード・マーチ）（瀧川陽平）
- 超級機器人大戰α（真宮寺祐、草間大作）
- 龍息之焰IV（日语：ブレス オブ ファイアIV うつろわざるもの）（隆）
- 來打麻將吧！2 （豊臣秀幸）
- 名偵探柯南 名偵探柯南 三人的名推理[[[Wikipedia:格式手册/链接#章節|錨點失效]]]（工藤新一、鳥海悟、SP·B）

2001年
- Apocripha/0（日语：Apocripha/0）（綠柱石）
- 犬夜叉（犬夜叉）
- 火焰聖母 ～The Virgin on Megiddo～（日语：火焔聖母 〜The Virgin on Megiddo〜）（奈村順平）
- 袋狼大進擊4 炸裂吧！魔神力量（古惑狼／克拉修·班迪克、水之魔神）
- From TV animation ONE PIECE 偉大航路之爭！（日语：ONE PIECE グランドバトル!）（騙人布）
- From TV animation ONE PIECE 飛吧海賊團！（日语：ONE PIECE とびだせ海賊団!）（騙人布、冒牌騙人布）
- 松本零士999 ～Story of Galaxy Express 999～（日语：松本零士999 〜Story of Galaxy Express 999〜）（大山歲郎）

2002年
- 犬夜叉 戰國御伽合戰（犬夜叉）
- 神無之鳥（日语：神無ノ鳥）（綿貫琉宇）
- 閃靈二人組 ～被奪走的無限城～（天野銀次）
- 純愛手札 Girl's Side（日比谷涉）
- 龍息之焰V（日语：ブレス オブ ファイアV ドラゴンクォーター）（隆）
- From TV animation ONE PIECE 偉大航路之爭！2（日语：ONE PIECE グランドバトル! 2）（騙人布）
- From TV animation ONE PIECE 寶藏之戰！（騙人布）
- 名偵探柯南 最好的搭檔（工藤新一）
- 聖石小子 ～未完的秘石～（阿科德）

2003年
- 十二國記 -紅蓮之標 黃塵之路-（日语：十二国記 -紅蓮の標 黄塵の路-）（六太）
- 第2次超級機器人大戰α（托比亞·亞羅納克斯）
- 哈利·波特 魁地奇世界杯（哈利·波特）
- From TV animation ONE PIECE 海洋之夢！（騙人布）
- 鼻毛真拳 臭屁大對抗（首領巴其（日语：首領パッチ）、茶泡飯星人、N&Ns）
- My Merry Maybe（日语：My Merry Maybe）（雜魚）
- 魯邦三世 海洋消失的寶藏（日语：ルパン三世 海に消えた秘宝）（阿布里奧／伊柳特柳斯）
- ONE PIECE 偉大航路之爭！3（日语：ONE PIECE グランドバトル! 3）（騙人布）

2004年
- 犬夜叉 ～詛咒的假面～（犬夜叉）
- Inclusion ～水晶鐘擺～（鬼無往洋）
- Angel's Feather（日语：Angel's Feather）（羽村翔）
- 袋狼大進擊：氮氣競賽（日语：クラッシュ・バンディクー 爆走!ニトロカート）（古惑狼／克拉修·班迪克、冒牌古惑狼）
- CROSS†CHANNEL ～To all people～（島友貴）
- 十二國記 -顯赫的王道 紅綠的羽化-（日语：十二国記 -赫々たる王道 紅緑の羽化-）（六太、慶國冬官長）
- 超級機器人大戰MX（蔡采獅）
- 喜歡就是喜歡（藍）
- Cherryblossom（金田聰汰）
- 重生傳奇（堤特雷·克洛烏）
- （七瀨蓮）
- 哈利·波特：阿茲卡班的逃犯（哈利·波特）
- Virgin Snow 初雪與你在雪山上（今健太）
- 天秤彩球2（日语：ぷらすぷらむ#ぷらすぷらむ2）
- 星之王女3 ～天·地·人的創世記～（日语：星の王女）
- ONE PIECE Land Land！（騙人布）

2005年
- 犬夜叉 奧義亂舞（犬夜叉）
- Angel's Feather -黑之殘影-（羽村翔）
- Angel's Feather -琥珀之瞳-（羽村翔）
- NeoGeo Battle Coliseum（日语：ネオジオバトルコロシアム）（秦崇秀、秦崇雷）
- Fighting For ONE PIECE（騙人布）
- 夜刀姬斬鬼行（日语：夜刀姫斬鬼行）（鶴城彌勒）
- 幽☆遊☆白書FOREVER（日语：幽☆遊☆白書FOREVER）（陣）
- My Merry May with be（日语：My Merry May with be）（嘍囉）
- ONE PIECE 偉大航路之爭！RUSH（日语：ONE PIECE グラバト! RUSH）（騙人布）
- ONE PIECE 海盜嘉年華（日语：ONE PIECE パイレーツカーニバル）（騙人布）

2006年
- AV之王 ADULT VIDEO KING（川村隆一）
- 高機動交響曲GPO（瀧川陽平）
- （櫻庭航太）
- 希望Online TCG（日语：シールオンライン）（卡西奧萊）
- donor（佐倉祐司）
- 新·安琪莉可（盧涅）
- 戰鬥競技場D.O.N（日语：バトルスタジアムD.O.N）（騙人布）
- 遊☆戲☆王 怪獸之決鬥GX 雙重戰力（日语：遊☆戯☆王デュエルモンスターズGX タッグフォース）（大德寺／阿穆納魯）
- 人中之龍2（冒牌真司）

2007年
- Aster（櫻庭航太）
- 魔塔大陸2 少女們於世界中迴響的創造詩（巴茲·特魯利渥斯）
- THE BATTLE OF 幽☆遊☆白書 ～死鬥！暗黑武術會～ 120%（陣）
- 超級機器人大戰OG ORIGINAL GENERATIONS（真宮寺祐）
- 超級機器人大戰OG外傳（真宮寺祐）
- 毀滅全人類！（日语：デストロイ オール ヒューマンズ!）（Crypt137）
- （赤木律）
- ONE PIECE 無限冒險（日语：ONE PIECE アンリミテッドアドベンチャー）（騙人布）
- ONE PIECE 靈魂檔位（騙人布）

2008年
- 死亡筆記本 L序章 -螺旋陷阱-（L）
- 熱血英豪2（ジャッキー·のぼる、男格鬥家）
- 超級機器人大戰A 攜帶版（蔡采獅）
- 初音島II Plus Situation（板橋涉）
- 新·安琪莉可 全語音版（盧涅）
- 新·安琪莉可 Special（盧涅）
- 女神異聞錄4（小熊）
- 遊☆戲☆王 怪獸之決鬥GX 雙重戰力3（日语：遊☆戯☆王デュエルモンスターズGX タッグフォース3）（大德寺／阿穆納魯）
- ONE PIECE 無限巡航 Episode:1 -波浪中的秘寶-（日语：ONE PIECE アンリミテッドクルーズ）（騙人布）
- ONE PIECE ONEPY B MATCH（日语：ワンピーベリーマッチ）（騙人布）
- 勇者傳說Online（傑克昇）

2009年
- 真名法典2（日语：マグナカルタ2）（伊格頓）
- 認真和我談戀愛！（福本育郎）
- ONE PIECE 無限巡航 Episode:2 -覺醒的勇者-（日语：ONE PIECE アンリミテッドクルーズ）（騙人布）

2010年
- Another Century's Episode:R（杜比安·亞羅納克斯）
- 尋找失去的未來（長船·KENNY·英太郎）
- 機動戰士鋼彈 極限VS.（日语：機動戦士ガンダム エクストリームバーサス）（杜比安·亞羅納克斯、蔡采獅）
- 第二國度 漆黑的魔導士（馬克）
- TAKUYO Mix Box ～初次週年紀念～（金田聰汰）
- 槍彈辯駁 希望學園與絕望高中生（山田一二三）
- （許奈德[141]）
- 遊☆戲☆王ZEXAL DUEL TERMINAL（日语：遊☆戯☆王ゼアル デュエルターミナル）（大德寺／阿穆納魯）
- ONE PIECE 大決戰！（日语：ONE PIECE ギガントバトル!）（騙人布）

2011年
- 水月 貳（日语：水月 弐）（波多野景一）
- Starry☆Sky ～After Summer～（曉藍）
- 世界傳奇 光明神話3（日语：テイルズ オブ ザ ワールド レディアント マイソロジー3）（堤特雷·克洛烏、英雄聲音）
- 七龍珠群雄（2011年－2018年，魔人族Avatar〈英雄型態〉、弗由）5作品[注 35]
- ONE PIECE 大決戰！2 新世界（日语：ONE PIECE ギガントバトル! 2 新世界）（騙人布）

2012年
- 機動戰士鋼彈 極限VS.火力全開（日语：機動戦士ガンダム エクストリームバーサス フルブースト）（杜比安·亞羅納克斯、蔡采獅）
- 第2次超級機器人大戰OG（真宮寺祐）
- 英雄傳奇 閃耀雙星（堤特雷·克洛烏[142]）
- 女神異聞錄4 黃金版（小熊[143]）
- 女神異聞錄4 終極深夜鬥技場（小熊[144]、小熊總統）
- 認真和我談戀愛！S（福本育郎[145]）
- 認真和我談戀愛！R（福本育郎[146]）
- ONE PIECE 海賊無雙（2012年－2020年，騙人布[147]／狙擊王、米諾陶爾[注 15]）4作品[注 36]
- ONE PIECE ROMANCE DAWN 冒險的黎明（日语：ワンピース ROMANCE DAWN 冒険の夜明け）（騙人布）

2013年
- JoJo的奇妙冒險 全明星大亂鬥（日语：ジョジョの奇妙な冒険 オールスターバトル）（矢安宮重清[148]）[注 37]
- 超級機器人大戰OG INFINITE BATTLE（日语：スーパーロボット大戦OG INFINITE BATTLE）（真宮寺祐[149]）
- 槍彈辯駁1、2 Reload（山田一二三）
- （馴獸師[150]）
- 女神異聞錄4 無敵究極背橋摔（小熊[151]、小熊總統）
- 名偵探柯南 人偶交響曲（工藤新一、怪盗キッド / 黒羽快斗[152]）
- ONE PIECE 無限世界 赤紅（日语：ONE PIECE アンリミテッドワールド レッド）（騙人布）

2014年
- 機動戰士鋼彈 極限VS.全力爆發（日语：機動戦士ガンダム エクストリームバーサス マキシブースト）（杜比安·亞羅納克斯、蔡采獅）
- 碧藍幻想（2014年－2018年，威爾達[153]、工藤新一[154]、騙人布[155]）
- 超級戰隊對決Dice-O EX（日语：スーパー戦隊バトル ダイスオー）（券券、特急者各種廣播聲音&道具聲音、實況廣播）
- 天空傳說（一個擊中他激情的年輕人[156]）
- 女神異聞錄Q 暗影迷宮（小熊[157]）
- 名偵探柯南 幻影狂詩曲（工藤新一[158]、怪盗基德／黑羽快斗[159]）
- 更多！音速互動（熊貓川[160]）
- ONE PIECE 超級偉大航路之爭！X（騙人布）
- ONE PIECE 秘寶尋航（騙人布）
- ONE PIECE KINGS（騙人布）
- 鎖鏈戰記 ～絆之新大陸～（範馬刃牙[161]）[注 38]

2015年
- 女友伴身邊（2015年－2022年，惡彥月[162]、惡說唱手、惡哥哥）
- JoJo的奇妙冒險 天國之眼（矢安宮重清[163]）
- （坂本龍馬[164]）
- 無頭騎士異聞錄Relay（赤林海月[165]）
- 女神異聞錄4 通宵熱舞（小熊[166]）

2016年
- 偶像生死鬥TV（日语：アイドルデスゲームTV）（夢貘[167]）
- UPPERS（劉無常[168]）
- 機動戰士鋼彈 極限VS.全力爆發 ON（日语：機動戦士ガンダム エクストリームバーサス マキシブースト）（杜比安·亞羅納克斯、蔡采獅）
- 忍者夢魘（澤維爾[169]）
- 超級機器人大戰OG THE MOON DWELLERS（真宮寺祐）
- 東京放學後召喚師（日语：東京放課後サモナーズ）（主角〈聲音1〉[170]、沙羅門 等[171][172]）
- 百花百狼 ～戰國忍法帖～（豐臣秀吉[173]）
- PURAMAI WARS V（神宮哲[174]）
- 龍息之焰6 白龍的守護者（日语：ブレス オブ ファイア）（隆[175]）
- 妖怪手錶 噗尼噗尼（2016年－2021年，早乙女亂馬、犬夜叉、怪盗基德、工藤新一）

2017年
- 夢王國與沉睡中的100位王子殿下（海爾德）
- 超級機器人大戰V（杜比安·亞羅納克斯）
- 怪物彈珠（2017年－2022年，陣、飛坦、早乙女亂馬、犬夜叉、怪盗基德、騙人布）
- 袋狼大進擊瘋狂三部曲（古惑狼／克拉修·班迪克〈袋狼大進擊3：扭曲的標題部分〉）
- 大逆轉裁判2 -成步堂龍之介的覺悟-（班傑明·德賓博）
- 新·安琪莉可 天使之涙（盧涅[176]）

2018年
- 超級機器人大戰X（杜比安·亞羅納克斯）
- 驚爆危機！戰鬥的Who Dares Wins（蜻蜓）
- 蒼翼默示錄：交叉組隊戰（小熊）
- 幽☆遊☆白書 100%認真戰鬥（陣[177]）
- 錯誤消滅者Re:Quest（拉維[178]）
- 魔法氣泡!! Quest（日语：ぷよぷよ!!クエスト）（怪盗基德／黑羽快斗、工藤新一[179]、小熊[180]）
- 女神異聞錄Q2 新電影迷宮（小熊[181]）

2019年
- COLLOQUIAL（櫻井雄彌[182]）
- 超級機器人大戰T（杜比安·亞羅納克斯、蔡采獅）
- 奇幻重力 ～皮諾與重力使者～（拉維爾[183]）
- 超級機器人大戰X-Ω（日语：スーパーロボット大戦X-Ω）（杜比安·亞羅納克斯）

2020年
- 怕痛的我，把防禦力點滿就對了 ～LINEWARS！～（辛恩[184]）
- 最終幻想VII 重製版（赤紅XIII[185]）
- JOJO's PITTER-PATTER POP！（矢安宮重清）
- 對馬戰鬼（孝）
- 言靈戰士（日语：共闘ことばRPG コトダマン）（陣、小熊）
- LIVE A HERO！（普洛基[186]、久希[187]）
- 鏡光傳奇（日语：テイルズ オブ ザ レイズ）（堤特雷·克洛烏）

2021年
- New 寶可夢隨樂拍（阿徹）
- 超級機器人大戰30（蒼斧螢汰）
- 超級機器人大戰DD（蒼斧螢汰）

2022年
- 刀劍亂舞無雙（近之助[188]）
- SD鋼彈 激鬥同盟（Haro[189]）
- JoJo的奇妙冒險 群星之戰R（矢安宮重清[190]）
- 龍族拼圖（騙人布）

### 外語配音

#### 演員
安迪·里希特
- 馬達加斯加電影系列（小毛〈配音〉）
  - 馬達加斯加
  - 馬達加斯加2
  - 馬達加斯加3
- 馬達加斯加爆走企鵝（小毛〈配音〉）

弗蘭奇·莫尼茲
- 小鬼特務（英语：Agent Cody Banks）（科迪·班克斯）
- 小鬼特務2（英语：Agent Cody Banks 2: Destination London）（科迪·班克斯）
- 大謊言家（英语：Big Fat Liar）（傑森·謝菲爾）

#### 電影
- 史前一萬年（巴庫〈納森·貝林〉）※朝日電視台版。
- 巧克力冒險工廠（麥克·提維〈喬丹·弗萊（英语：Jordan Fry）〉[191]）※日本電視台版。
- 怪醫杜立德2（英语：Dr. Dolittle 2）（太平洋西部熊艾奇〈史提夫·扎恩〉）※朝日電視台版。
- 七龍珠（孫悟空〈賈斯汀·查特溫〉）
- 唐的梅子餐廳（英语：Don's Plum）（伊恩〈托比·馬圭爾〉）
- 加菲貓2（加菲貓〈比爾·莫瑞〉）
- 頭文字D（立花樹〈杜汶澤〉）
- 西游伏妖篇（比丘國國王〈包貝爾〉[192]）
- 移動世界（葛瑞芬·奧康納〈傑米·貝爾〉）※朝日電視台版。
- 樂一通系列（兔巴哥）
  - 樂一通反斗特攻隊
  - 怪物奇兵
  - 怪物奇兵 全新世代[193]
- 水上樂園（約書亞·布萊克〈約書亞·傑克遜〉）
- 麻辣搞鬼派（英语：Shriek If You Know What I Did Last Friday the 13th）（馬拉特西）
- 超完美社區（英语：Vivarium (film)）（湯姆〈傑西·艾森柏格〉）
- 火山高校（蝸牛）

#### 電視影集
- 海灘遊俠 (第1季)（艾迪·克萊默〈比利·沃洛克（英语：Billy Warlock）〉）
- 淘氣小子看世界 (第3～7季)（英语：Boy Meets World）（柯瑞·馬修〈第2代日語配音／班·薩維奇〉）
- 奈德的地球（英语：Earth to Ned）（安迪·里希特[注 39]）
- 歡樂滿屋（尼爾遜）
- 歡樂合唱團（達科他）
- 雞皮疙瘩（英语：Goosebumps (TV series)）（科林）※NHK版。
- 歡樂家庭 (第5～7季)（班傑明·“班”·西維爾〈第3代日語配音／傑瑞米·米勒（英语：Jeremy Miller）〉）
- 小爸爸上學去（車尚杜〈Rain〉）
- 名聲大噪（克里斯蒂安·博爾〈克里斯汀·鮑勒〉）
- 銀河前哨（諾格（英语：Nog (Star Trek)）〈艾倫·艾森伯格（英语：Aron Eisenberg）〉）

#### 動畫
- ANISAVA（日语：ANISAVA）（弗雷德[194]）
- 壞蛋聯盟（橘子果醬教授〈理查德·艾歐阿德〉[195]）
- 食破天驚2（草莓）
- Crocadoo（英语：Crocadoo）（爵士〈西蒙·韋斯塔維（英语：Simon Westaway）→曉高·韋榮〉）
- 大金剛 (1999年電視動畫)（英语：Donkey Kong Country (TV series)）（克拉普特拉普）
- 大力士（英语：Hercules (1998 TV series)）（諾伊洛澤〈理查·路易士（英语：Richard Lewis (comedian)）〉）
- 番茄醬（英语：Ketchup: Cats Who Cook）（泡菜）
- 樂一通（兔巴哥）
  - 寶貝樂一通 （兔寶寶）
  - 樂一通卡通（英语：Looney Tunes Cartoons）[196]
  - 樂一通秀[197]
  - 新樂一通（英语：New Looney Tunes）（達菲鴨[198]
  - 崔弟的高飛冒險（英语：Tweety's High-Flying Adventure）
- 彩虹小馬：友情就是魔法（小淘氣〈李·陶克（英语：Lee Rocker）〉）
  - 彩虹小馬：魔法公主
  - 彩虹小馬：坎特拉女孩－彩虹摇滚
- 粉紅豹（旁白）
- 蔬菜海盜歷險記（英语：The Pirates Who Don't Do Anything: A VeggieTales Movie）（塞奇威克〈菲爾·維舍爾（英语：Phil Vischer）〉）
- Poppets Town（英语：Poppets Town）（布洛特〈柯瑞·多蘭（英语：Cory Doran）〉）
- 里約大冒險（阿藍〈傑西·艾森柏格〉）
  - 里約大冒險2（阿藍〈傑西·艾森柏格〉）
- 南方四賤客（凱爾·布拉夫斯其、克萊·多羅溫、克雷格·塔克、詹姆斯·“吉米”·沃爾默、道吉 等）
- 忍者龜 (2012年電視動畫)（米開朗基羅〈葛瑞格·塞普斯（英语：Greg Cipes）〉）
- 變形金剛系列
  - 變形金剛進化版（初級士官天火）
  - 變形金剛：重機械系列（老鼠偉卓〈史考特·麥卡尼（英语：Scott McNeil）〉、楚克）
  - 變形金剛（老鼠偉卓〈史考特·麥卡尼〉）
- 華特·迪士尼作品（麥斯·高飛）
  - 高飛電影
  - 極限高飛
  - 米老鼠群星會（英语：House of Mouse）（麥斯·高飛、Fiddler Pig、提摩西）
- 丁寶智多星（英语：Tinpo）（丁寶）

### 特攝影集
1998年
- 哥吉拉島（度哥拉的聲音）
- 鐵腕偵探露寶達（的聲音）
- 鐵腕偵探露寶達&加布達 不可思議之國的大冒險（的聲音）

1999年
- 燃燒吧!! 小露寶（的聲音）
- 燃燒吧!! 小露寶vs加油啊!! 小露寶（日语：燃えろ!!ロボコンVSがんばれ!!ロボコン）（的聲音）

2003年
- 美少女戰士（阿提密斯的聲音）

2004年
- 特搜戰隊刑事連者（沙烏札星人吉內卡的聲音）

2010年
- 天裝戰隊護星者（的聲音）

2013年
- 非公認戰隊秋葉原連者 Season痛（藍光係長的聲音、HvD編輯長的聲音）

2014年
- 獸電戰隊強龍者 VS Go Busters 恐龍大決戰！再見永遠的朋友啊（特急者各種廣播聲音&道具聲音）
- 烈車戰隊特急者（券券的聲音[199]、特急者各種廣播聲音&道具聲音[200]）
- 平成騎士對昭和騎士 假面騎士大戰feat.超級戰隊（特急者各種廣播聲音&道具聲音）
- 烈車戰隊特急者VS假面騎士鎧武 春假合體特別篇（券券的聲音、特急者各種廣播聲音&道具聲音）
- 烈車戰隊特急者 THE MOVIE 銀河路線SOS（券券的聲音[201]、特急者各種廣播聲音&道具聲音）

2015年
- 歸來的烈車戰隊特急者 夢之超特急7號（券券的聲音、特急者各種廣播聲音&道具聲音）
- 烈車戰隊特急者 VS 強龍者 THE MOVIE（券券的聲音[202]、特急者各種廣播聲音&道具聲音）

2016年
- 手裏劍戰隊忍忍者 VS 特急者 THE MOVIE 忍者 In Wonderland（券券的配音、特急者各種廣播聲音&道具聲音）
- 動物戰隊獸王者（伊樂加姆的聲音）

2024年
- 爆上戰隊BoonBoomger（券券的聲音）

### 廣播節目
※記號表示網路廣播。
- 山口勝平的猴子課程
- 動畫王國（日语：アニキンFREEDOM）（1992年—1994年，東海電台）
- 動畫王國FREEDOM（1994年—1998年，東海電台）
- Kappe Reiko的Pure Pure！島（日语：かっぺー・れーこのぴゅあぴゅあ!あいらんど）（1998年，文化放送）
- 廣井王子的Multi天丼（2000年—2003年，文化放送）
  - 廣井王子的丸天Cha Cha！（日语：広井王子のマルチ天国）（2003年—2005年，文化放送）
  - 廣井王子的丸天Mix！（日语：広井王子のマルチ天国）（2005年—2007年，文化放送）
- 山口少年偵探局（2001年—2002年，ASCII）※
  - 加油！山口少年偵探團（2002年—2005年，哈拉秀（日语：インターネットラジオ『ハラショー』））※
- 勝平&麻里奈的心眼壞系電台（2005年，大阪放送、TBS廣播）
- 勝平、金谷的晚餐秀（日语：勝平・金谷のディナーショー）（2006年—2007年，音泉）※
- 樹元織江with山口勝平的Lunch Time（2007年—2008年，BBQR（日语：BBQR）、超！A&G+）※
- 山口勝平的Sumakan！（2013年—2014年，fun電台（日语：funラジオ））※
- 真中影子電台 THE GOLDEN（2014年，音泉、HiBiKi Radio Station（日语：HiBiKi Radio Station））※[203]
- 山口勝平的殿主電台GO！（2015年—2016年，超！A&G+）※[204]
  - 山口勝平的殿主電台GO！DASH（2016年—2017年，超！A&G+）※
- 山口勝平、星守紗凪的Kappei流!? 聲音道場！（日语：山口勝平・星守紗凪のかっぺい流!?ボイス道場!）（2017年—2018年，HiBiKi Radio Station）※[205]
- 山口勝平、天野悠（日语：天野ユウ）的小小單口相聲（2018年—2020年，&CAST!!!（日语：&CAST!!!）、超!A&G+[注 40]）※[206][207]
- 山口勝平的「趣味人。（日语：しゅみじん。）」電台！（2020年3月—，HiBiKi Radio Station）※
- 山口勝平的猴子電台（2021年10月—，栃木放送、RCC電台）

### CD & DVD
- 幸運女神形象專輯（森里螢一）
- 光速蒙面俠21 Run to Win（雷門太郎）
- 蒼之摩訶羅闍（日语：蒼のマハラジャ）（斯魯巴）
- 惡魔人形（小林少年）
- 惡靈狩獵 Ghost Hunt系列（約翰·布朗）
  - 惡靈狩獵 Ghost Hunt CD1 渦里奇里大人的鬼火
  - 惡靈狩獵 Ghost Hunt CD2 烏拉特居住其處
  - 惡靈狩獵 Ghost Hunt CD3 惠比壽異神論
  - 惡靈狩獵 Ghost Hunt CD4 惡夢之屋
- 系列（杜崎郁彌）
- Apocripha/0（日语：Apocripha/0）系列（貝里爾）
- 翡翠森林狼與羊（塔普）
- 亞爾斯蘭戰記（亞爾斯蘭）
- 異界繁盛記 雛屋商店（日语：異界繁盛記 ひよこや商店）系列（雜賀）
- 犬夜叉系列（犬夜叉）
  - 角色歌曲單曲：擁抱碧綠野叢/犬夜叉feat.籬（CV.雪野五月）
  - （少年Sunday特製CD、應募者全員服務）
  - 廣播劇專輯
  - 廣播劇專輯2
  - 廣播劇專輯特別篇「犬夜叉 紅白歌合戰！」 犬夜叉版、殺生丸版
  - 犬夜叉第559話 （Wide版全卷預約特典）
- INFERIUS惑星戰史外傳 CONDITION GREEN（日语：インフェリウス惑星戦史外伝 CONDITION GREEN）（奧斯卡·克勞德）
- Weiß kreuz Gluhen Dramatic Soundtracks 1（塞納）
- 植木的法則（宗屋秀吉）
  - 植木的法則歌曲精選 THE LAW OF SONG COLLECTION
- L的季節（日语：Lの季節 〜A piece of memories〜）（川鍋宗治）
- 『與媽媽同樂』 巧克力島（與媽媽同樂（日语：おかあさんといっしょ）內）（雅各比）
- 到我這裡來！（山折理科己）
- 學園特警杜克萊恩（日语：学園特警デュカリオン）（東國丸健多朗）
- 風之傳說世外桃源（日语：風の伝説ザナドゥ）系列（阿里奧斯·亞歷山大）
  - 風之傳說世外桃源II 女主角們的生日
  - TARAKO PAPPARA PARADISE
- 可憐坂高校 可憐廣播社（七尾愁也）
- 究極瘋狂大射擊（日语：究極パロディウス）（那傢伙）
- （姬川悠）
- 萬有引力系列（佐久間龍一）
- GAMERZ HEAVEN（鈴木海人）
- 源內妖變圖譜 ～雷電霹靂之夜～（中川淳庵）
- 高機動幻想 ～嶄新之行軍歌～（日语：ガンパレード・マーチ 〜新たなる行軍歌〜）系列（瀧川陽平）
  - 高機動幻想 ～嶄新之行軍歌～ 夢散幻想 1－4
  - 高機動幻想 ～嶄新之行軍歌～ 少女幻想
  - 高機動幻想 ～嶄新之行軍歌～ 英雄幻想 1－3
  -  1－2
- （野中裕二）
- 極道君漫遊記（日语：ゴクドーくん漫遊記）系列（哥庫德）
  - 極道君漫遊記外傳2 CD1 
  - 極道君漫遊記外傳2 CD2 
  - 極道君漫遊記外傳2 CD3 
  - 極道君漫遊記外傳2 特別篇
- The Sound of Silence『The Sound of Silence』與的日語翻唱）
- 櫻花大戰 幸福王子 ～春風戀歌～（小林）
- CD劇場 勇者鬥惡龍V（日语：CDシアター ドラゴンクエスト）系列
  - CD劇場 勇者鬥惡龍II（艾倫〈羅瑞西亞王子〉）
  - CD劇場 勇者鬥惡龍V（亨利）
- 聖獸傳承 黑暗天使（日语：聖獣伝承ダークエンジェル）（濁）
- 親友 ～Dear Friends～系列（史彥）
  - 親友 ～Dear Friends～
  - 親友 ～Dear Friends～ The Child Day
  - 親友 ～Dear Friends～ 蟬時雨
  - 親友 ～Dear Friends～ 紅色幻影
  - 親友 ～Dear Friends～ 枯葉輪舞
- 十二國記系列（六太）
  - 東之海神 西之滄海
  - 夢三章
- 世紀末理想美男子（日语：世紀末プライムミニスター） 1－3（蒔田涼一）
- 仙界傳封神演義·外傳（土行孫）
- 老師的時間系列（末武健太）
- 總務部總務課山口六平太（山口六平太）
- 初音島II Second Season（板橋涉）
- 兵蜂PARADISE（萊特）
- 停電少女和羽蟲的管弦樂 第三樂章：命（橙馬）
- Devil May Cry Vol.2（彼得潘）
- 天外魔境系列（歌舞伎團十郎）
  - CD廣播劇 天外魔境(1) 風雲歌舞伎傳 美國人異聞 凱旋公開！歌舞伎傳顛末記（日语：天外魔境 風雲カブキ伝#CD）（負責劇中歌曲主唱）
  - CD廣播劇 天外魔境(2) 風雲歌舞伎傳 美國人異聞 大陸橫貫鐵路騷動記
  - 廣播劇CD 天外飯店
- 電腦少女歌劇團（濁）
- 電腦戰機VIRTUAL-ON（日语：電脳戦機バーチャロン） COUNTERPOINT 009A（黑輝大地）
- 東京放課後summoners（日语：東京放課後サモナーズ）（犬塚信乃森高[208]）
- 純愛手札 Girl's Side系列（日比谷涉）
  - Prologue ～初戀
  - Clovers' Graffiti 2 日比谷涉
  - chapter2 Another Season ～Summer～
  - 形象歌曲精選 ～Be Mine～
  - ～回憶繪本（全員版）～
- 怪盜千面人系列（伊集院玲）
  - SHINING STAR
- 傀儡師左近系列（右近）
  - 傀儡師左近 -屋根裏部屋的惡夢-
  - 傀儡師左近 -我的原心中鴉地獄-
- 新·安琪莉可系列（盧涅）
  - 新·安琪莉可 ～Silent Doll～
  - 新·安琪莉可 ～My First Lady～
  - 新·安琪莉可 ～Romantic Gift～
  - 新·安琪莉可 ～～
  - 新·安琪莉可 ～～
  - 新·安琪莉可 ～sincerely～
  - 新·安琪莉可 Special 軌跡 ～the brilliant days
  - 新·安琪莉可 Special ～silver tone～
  - 新·安琪莉可 Abyss CHARACTER SONGS SCENE 04 
  - 新·安琪莉可 Abyss 
  - 新·安琪莉可 Abyss
- （瀨川稔）
- Nozomi♡Witches（日语：のぞみウィッチィズ）（司馬遼太郎）
- 霸界王 ～我王凱牙對進化人～ side：BETTERMAN「number.EX 求 -PROPOSE-」（2019年，蒼斧螢汰[209]）
- BEAST of EAST ～異聞·東方眩暈錄～（鬼王丸）
- PEACE MAKER鐵系列（永倉新八）
- V Jump Ranet 史上最大歌合戰（王子廣井）
- 幸運騎士（日语：フォーチュン・クエスト）系列（特拉普）
- 放學後的湯姆·索亞（日语：放課後シリーズ）（雪野廣雄）
- 光之美少女Splash Star（弗拉比）
  - 光之美少女Splash Star Vocal Best!!
- 夢幻遊戲（井宿）
- 蓬萊學園（日语：蓬莱学園）（朝比奈純一）
- 摩陀羅 轉生篇（日语：魍魎戦記MADARA）（摩陀羅）
- 真夏戀人（秋葉紅葉）
- （WITH YOU（日语：WITH YOU (音楽ユニット)）名義）
- Mr.FULLSWING強棒出擊（子津忠之介）
- 勇者指令達古王系列（宇津美雷）
  - ～特別廣播劇3～「山海高中推理之旅 ～溫泉美少女失蹤事件」
  - CD劇場2 ～夏季兩拍～
  - CD劇場3 ～每年秋天～
  - CD劇場4 ～冬天，來來去去…～
  - 特別廣播劇 ～好人～
  - 特別廣播劇2 ～壞人～
- 愛情名人2（白金公樹）
- 雨戰士 在雨之日出生的戰士（雷尼·利希塔魯·慕阿）
- 洛克人千鈞一髮（威利博士的機器人手下）[注 41]
- ONE PIECE系列（騙人布）
  - ONE PIECE 喬巴超人 主題歌曲（Dr.騙人塔巴塔）
  - ONE PIECE 影像音樂完全盤
- 山口勝平 CD迷你專輯 （德間日本傳播，2017年8月）
- Dear♥Vocalist（日语：ディア♥ヴォーカリスト）（貓熊社長[210]）

### BLCD
- WEST END2（尤利）
- N大附屬醫院系列（一之瀨恭介）
  - N大附屬醫院 ～在夢的背後～
  - N大附屬醫院II
- Angel's Feather（日语：Angel's Feather）系列（羽村翔）
- 櫻澤學園生物部系列
  - （中山類）
  - SWEET SUMMER SUPPLIES（中山類）
- 鬼之風水（日语：鬼の風水）系列（蝶丸）
  - 透子 -TOUKO-
  - 鬼啖 -KITAN-
- （櫻庭戒）
- 在上帝的懷抱中（シオ）
- 神無之鳥（日语：神無ノ鳥）系列（綿貫琉宇）
  - 神無之鳥 視覺Fan Book特典CD
  - 神無之鳥 公式通販特典CD
  - 神無之鳥 animate特典CD
  - 神無之鳥 Original Sound Track
- 境界線系列（東城良平）
  - 大人與小孩的境界線
  - 喜歡與討厭的境界線
  - 日常與特別的境界線
- 系列（澤木嘉瑞）
- 極·愛（難波一騎）
- 座布團系列（森野要／山九亭感謝）
  - 座布團
  - 花扇 ～座布團2 初助篇～
  - 告別孩子 ～座布團3 寒也篇～
- GP學園學生會執行部（日语：GP学園生徒会執行部）系列（五十嵐大）
- 傑拉爾與傑克（米歇爾）
- 小兒科系列（葉山虹太）
- 仁義VS堅氣2（司城和音）
- 喜歡所以喜歡!!系列（藍）
  - 喜歡所以喜歡!! -FIRST LIMIT TRUTH2-
  - 喜歡所以喜歡!! -TARGET NIGHTS TRUTH-
  - 喜歡所以喜歡!! -NEVER LAND-
  - SONG ALBUM 喜歡所以喜歡!! -HEAVENLY BREATH-
  - 喜歡所以喜歡!! -RAIN TRUTH-
  - 喜歡所以喜歡!! -NEVER LAND 2 歡樂時光-
  - 喜歡所以喜歡!! -LOVE STORIES-
  - 喜歡所以喜歡!! +White Flower+TRUTH【fall】
  - 喜歡所以喜歡!! -Mission Choice-
- Scandal系列（火崎珊瑚）
  - 學園祭醜聞
  - 聖夜醜聞
- 世紀末☆達林系列（十條實）
  - 世紀末☆達林 兩人幸福溫泉篇
  - 世紀末☆達林 百百竹北海道篇
- 比世界上任何人（澤野良彥）
- 桃色☆狼（水谷桃太）
- （小川卓人）
- 月亮與茉莉花 ～五絃琵琶之章～（沙舟）
- 系列（朝香直矢）
- Don't Worry Mama（今蔵隆）
- （根本晃司）
- （鈴木直）
- BL裏話 Vol.2
- （朝霧祭）
- 系列（風祭智）
- 富士見二丁目交響樂團系列（八十川空也〈空〉）
- Prime Time（尤利）
- 真綿王國（麥太·兔麥太）
- 無敵系列（水澤涉）
  - 無敵的我們
  - 連狼都不可怕 ～無敵的我們2～
  - 勝負從現在開始！ ～無敵的我們3～
  - 最強的傢伙 ～無敵的我們4～
  - 我為他瘋狂 -無敵的我們原創番外篇-
  - 新·無敵的我們
  - 無敵的暑假 -無敵的我們原創番外篇2-
- 騷動的心（日语：胸さわぎシリーズ）系列（松本慎平）
- 館系列（巴力西卜）
  - 1 ―光之書―
  - 2 ―影之書―
- 系列（木場驅）
- 龍的遺言（天藍）
- Wild Rock（尤尼〈少年時期〉）

### 漫畫CD
- 守護月天（野村高志〈初代〉）
- REVERY EARTH（日语：レヴァリアース）（席翁）
- Good Morning 老師（日语：Good Morning ティーチャー）（東進太郎）

### 電視劇
日本電視台
- 本家之嫁（日语：本家のヨメ#テレビドラマ） 第8話－酒屋
- Voice2 110緊急指令室 第7話（2021年9月4日）－飯店前台人員〈工藤〉

其它電視台
- 天才兒童MAX 天TV劇場『夢見比利』（NHK教育）－比利
- 青之焰第10話（東京電視台）－大山昇太〈配音〉
- SUPER RICH 第7話、最終話（2021年11月25日、12月23日，富士電視台）－野田英次郎

### 布偶劇
- （千鶴男／）

### 電視節目
NHK系列
- NHK教育
  - 與媽媽同樂（日语：おかあさんといっしょ）
    - 巧克力島（雅各比）
    - Monoran Monoran（日语：モノランモノラン）（普特、風神普特的爺爺）

  - 春季ETV動漫新聞「境界之輪迴」&「Baby Steps ～網球優等生～2」（2015年3月22日，旁白）
  - ETV春季動畫特輯「境界之輪迴」&「強盜的女兒」（放送前）（2016年3月30日，旁白）

- NHK BS Premium
  - （雅各比）
  - 中井精也的鐵道之旅（日语：中井精也のてつたび）

- NHK-BS（日语：NHK-BS）
  - BS青春俱樂部（日语：BSティーンズ倶楽部）（客串演出）

東京電視網
- 東京電視台
  - 聖PC高中（日语：聖PCハイスクール）（客串演出）

- AT-X
  - 忘年節目宣傳部長SP ～今宵、我是宴會部長（日语：2009番宣部長）（2009年12月20日，節目嘉賓）
  - 節目宣傳部長（日语：番宣部長）（填檔（日语：フィラー）節目，2010年1月MC）

富士電視網
- 富士電視台
  - 日語探究知識競賽！怎麼可能!? 日本（日语：日本語探Qバラエティ クイズ!それマジ!?ニッポン）（2014年8月17日，以騙人布的聲音演出）

- BS富士
  - （2018年4月20日－，旁白）[211]

日本電視網
- 日本電視台
  - 電影動畫「名偵探柯南：業火的向日葵」公映紀念榮倉奈奈解開來自怪盗基德的挑戰書！（2015年5月2日，以怪盗基德的聲音演出）

- 讀賣電視台
  - club RAINBOW ～虹色時光～（旁白）
    - 虹色時光 放學後SP！（2016年4月6日，旁白）

- BS日視
  - 趣味人。（日语：しゅみじん。）（2020年4月－，常駐MC）

### 舞台
- 劇團21世紀FOX（日语：劇団21世紀FOX）時期演出的作品。
  - 1985年
    - 第3回 （珍獸波拉波拉）[注 42]
    - 第4回 月夜與風琴

  - 1986年
    - 第7回 霧中少女
    - 第8回 在藍色彗星上的一晚（再公演）

  - 1987年
    - 第9回 
    - 第10回 
    - 第11回 （再公演）

  - 1988年
    - 第12回 子THE DANSER MURDER CASE（首部主演作品）

  - 1989年
    - 第15回 FAIRY TALE
    - 第16回 
    - 第17回 （改訂版）

  - 1990
    - 第18回 PICTURE BOOKS
    - 第19回 Alice in Wonderland（白騎士）

  - 1991年
    - 第20回 新·在藍色彗星上的一晚
    - 第21回 PICTURE BOOKS（再公演）
    - 第22回 子THE DANSER MURDER CASE（再公演）

  - 1992年
    - 第23回 （改訂版再公演）[注 43]
    - 第24回 Alice in Wonderland（再公演）
    - 第25回 

  - 1993年
    - 第26回 作家與那個弟子
    - 第27回 我的藍天 MY BLUE HEAVEN
    - 第28回 齒輪人的面具 第一篇 演員的工作

  - 1994年
    - 第29回 
    - 第30回 齒輪人的面具 第二篇 "月下暴風" 完結篇 "宿命對決"
    - 第31回 想稿 銀河鐵道之夜（喬凡尼）

  - 1995年
    - 第32回 甜點與你同在 -一場充滿激情的沙漠連環謀殺案-
    - 第33回 （南武賢太郎〈Enaken〉）
    - 第35回 Star Trek -星星的魔法-

  - 1996年
    - 第36回 （賢太郎系列第2彈）（南武賢太郎〈Enaken〉）
    - 第37回 村崎老師忙碌的感情

  - 1997年
    - 第38回 十一個男孩 1997 ～之後的故事～
    - 第39回 （賢太郎系列第3彈）（南武賢太郎〈Enaken〉）
    - 第40回 子THE DANCE AT DEATH

  - 1998年
    - 第41回 冒險!! Robinson Wolf島（賢太郎系列第4彈）（南武賢太郎〈Enaken〉）
    - 第42回 
    - 第43回 永遠從這裡 最後一戰 完結篇（賢太郎系列第5彈）（南武賢太郎〈Enaken〉）
    - 第44回 

  - 2000年
    - 第45回 
    - 番外公演 
    - 第46回 改訂版 

  - 2001年
    - 第47回 2001-
    - 第49回 F·f

  - 2002年
    - 第50回 （）
    - 第51回 月夜與風琴（豆田厚生）

  - 2003年
    - 第52回 音樂劇「在藍色彗星上的一晚」幻想版（弗羅斯金）
    - 第53回 風博士 -KAZE HAKASE-（キロク）

  - 2004年
    - 第55回 紫煙倶俱樂部的（完全）犯罪（榎木健一郎）

  - 2008年
    - 第62回 （香蕉大將）

  - 2009年
    - 第63回 （南武賢太郎〈Enaken〉）

  - 2010年
    - 第64回 （再演）（南武賢太郎〈Enaken〉）
    - 第65回 南島星光閃爍（南武賢太郎〈Enaken〉）

  - 2011年
    - 第66回 把你的嘴唇放在一個紅蘋果上（南武賢太郎〈Enaken〉）
- 三人會（2002年，與高木涉、關智一共同）
  - 新選組
  - 新選組 ～再演～
  - 孫悟空
- 劇團遊座
  - 短暫的儚（青鬼）
- 膠囊兵團（日语：カプセル兵団）
  - 鬼泪 KIRUI
- 其它
  - VISUALIVE『女神異聞錄4』（熊）
  - VISUALIVE『女神異聞錄4』the EVOLUTION（熊）
  - 站起來！魔神Z!!（2022年11月28日、11月30日、12月2日，國民互助coop大廳／SPACE ZERO（日语：スペース・ゼロ））－兜甲兒（聲音演出）[212]

### 柏青哥
- 賭博默示錄（兵藤和也）

### 廣告、PV
- DX雷鳴合體閃電達古王
- M&M's（雷德）
- WONDER AGENT（日语：タイラグループ）（唐）
- 豐田FunCargo（日语：トヨタ・ファンカーゴ）（桃太郎）
- METAL BUILD 海盜鋼彈X-0 全覆式披風 PV（2021年，卡堤斯·洛斯可[213]）
- 電影『末日救世主KAPPEI（日语：KAPPEI#実写映画）』（2022年，預告片旁白、劇院禮儀廣告旁白[214][215]）

### 其它
- 大崎第一商店街吉祥物大崎一番太郎（日语：大崎一番太郎）的聲音（2013年6月－）
- 動畫創作團體製作的Flash動畫
- Benesse Corporation 進研研討會小學講座（日语：進研ゼミ小学講座）
  - （〈中田浩士〉）
- 廣播育兒戰爭（衛宮士郎）同人電台
- 東京迪士尼度假區（麥克斯）
- 三麗鷗彩虹樂園內「夢想時光機」上映「ONE PIECE 3D 激走！Trap Coaster」（騙人布）
- 漫畫版爆裂戰士戰藍寶3D特別有聲劇（キングマトリクサー）
- 有聲書 淡海乃海 （朗讀）
- Astrologhias☆山口勝平的朗讀劇導航（導航）[216]
- 〈第1回：田中真弓×山口勝平〉（2021年10月22日，Family劇場CLUB（日语：ファミリー劇場））[217][218]
- 有聲漫畫 朱音落語（2022年，阿良川志太／櫻咲徹[219]）

## 音樂作品

#### 角色歌曲
| 發行日期 | 標題                       | 名義                                               | 曲名   | 備註                               |
| 1990年   | 1990年                     | 1990年                                             | 1990年 | 1990年                             |
| -------- | -------------------------- | -------------------------------------------------- | ------ | ---------------------------------- |
| 4月21日  | 倫巴達☆RANMA               | 亂馬的歌劇團御一行樣                               | 「」   | 電視動畫《亂馬½ 熱鬥篇》片尾主題曲 |
| 4月21日  | 亂馬½ 熱鬥歌合戰           | 早乙女亂馬（山口勝平）                             | 「」   | 電視動畫《亂馬½ 熱鬥篇》相關歌曲   |
| 4月21日  | 亂馬½ 熱鬥歌合戰           | 早乙女亂馬（山口勝平）、早乙女亂馬〈女〉（林原惠） | 「」   | 電視動畫《亂馬½ 熱鬥篇》相關歌曲   |
| 11月21日 | 亂馬½ 歌曆 （平成3年度版） | 早乙女亂馬（山口勝平）                             | 「」   | 電視動畫《亂馬½ 熱鬥篇》相關歌曲   |
| 12月21日 | 功夫貓黨 貓座千秋樂公演    | 胡太郎（山口勝平）                                 | 「」   | 電視動畫《功夫貓黨》相關歌曲       |
| 2003年   |                            |                                                    |        |                                    |
| 12月7日  | 騙人布之花道               | 騙人布（山口勝平）                                 | 「」   | 電視動畫《ONE PIECE》相關歌曲      |
| 2005年   |                            |                                                    |        |                                    |
| 8月3日   | 擁抱碧綠野叢               | 犬夜叉（山口勝平）feat. 日暮籬（雪乃五月）         | 「」   | 電視動畫《犬夜叉》相關歌曲         |

## 腳註

## 相關項目
- 肝付兼太（山口勝平的師父）

## 外部連結
- 日本電影數據庫（JMDb）上山口勝平的資料（日語）
- 山口勝平 （页面存档备份，存于） （日語）－allcinema（日语：allcinema）
- 山口勝平 （页面存档备份，存于） （日語）－KINENOTE
- Kappei Yamaguchi在互联网电影资料库（IMDb）上的資料（英文）
- 山口勝平 （页面存档备份，存于） （日語）－Movie Walker（日语：Movie Walker）
- （日語）－山口勝平的官方個人部落格。
- 有限公司 悟空公式官網（山口勝平設立） （页面存档备份，存于） （日語）
- 山口勝平｜有限公司 悟空 （页面存档备份，存于） （日語）
- 山口勝平的X（前Twitter） （日語）
- 騙人布的…這是真的！（與【ONE PIECE】配音角色聯名的官方網站） （页面存档备份，存于） （日語）
- 動畫《ONE PIECE》製作現場（原作者尾田榮一郎插畫）官方網站 （页面存档备份，存于） （日語）
- 山口勝平的聲優道，全3回完結，2016年8月16日最後查閱 （日語）。
- 山口勝平的聲優道，完整中文翻譯 （页面存档备份，存于），全3回完結，2013年3月3日最後查閱 （繁體中文）。